# باشگاه فوتبال لیدز یونایتد
باشگاه فوتبال لیدز یونایتد (به انگلیسی: Leeds United Football Club) یک باشگاه حرفه‌ای فوتبال در چمپیونشیپ است که در شهر لیدز انگلستان قرار دارد. این باشگاه در سال ۱۹۱۹ و به دنبال انحلال اجباری تیم لیدز سیتی به دلیل پرداخت‌های غیرقانونی به بازیکنان، بنا نهاده شد. ورزشگاه خانگی این تیم الاند رود نام دارد که ۳۷٬۸۹۰ نفر گنجایش دارد.
لیدز در بازی‌های خانگی، از لباس‌های یک دست سفید استفاده می‌کند؛ نماد باشگاه، رز سفید منطقه یورک است. لیدز رقابت سنتی و جدی را با تیم‌های منچستر یونایتد، چلسی و میلوال دارد؛ هم‌چنین با تیم‌های هادرزفیلد تاون، برادفورد سیتی و شفیلد ونزدی نیز رقابت محلی و دیرینه‌ای را دارد.
لیدز یونایتد موفق به کسب سه عنوان قهرمانی لیگ انگلیس، یک قهرمانی جام حذفی، یک قهرمانی جام اتحادیه، دو قهرمانی جام خیریه و دو قهرمانی اینتر-سیتیز فیرز کاپ شده است؛ این تیم هم‌چنین سابقه صعود به فینال جام باشگاه‌های اروپا ۱۹۷۵ را در کارنامه دارد؛ جایی که در مقابل بایرن مونیخ شکست خورد و از قهرمانی بازماند؛ آن‌ها هم‌چنین در سال ۲۰۰۱، به نیمه نهایی لیگ قهرمانان اروپا راه یافتند. لیدز یونایتد هم‌چنین نایب قهرمانی جام برندگان جام اروپا در سال ۱۹۷۳ را نیز در کارنامه دارد. بخش اعظم افتخارات باشگاه تحت هدایت دان ریوی و در دهه‌های ۱۹۶۰ و ۱۹۷۰ صورت گرفت.

## تاریخچه

### لیدز سیتی (۱۹۱۹–۱۹۰۴)
باشگاه اسبق لیدز یونایتد، لیدز سیتی نام داشت که در سال ۱۹۰۴ تشکیل شد، اما به اجبار از سوی لیگ فوتبال در سال ۱۹۱۹ منحل شد. این انحلال در پاسخ به اتهامات مربوط به تخلفات مالی در مورد پرداخت‌های غیرقانونی به بازیکنان در طول جنگ جهانی اول بود.

### شکل‌گیری لیدز یونایتد (۱۹۱۹)
مدت کوتاهی پس از انحلال لیدز سیتی، یک باشگاه جدید به نام لیدز یونایتد در ۱۷ اکتبر ۱۹۱۹ تحت هدایت بازیکن سابق دیک ری تشکیل شد. تیم جدید کارش را در لیگ میدلند آغاز کرد و جایی را اشغال کردند که با انحلال تیم ذخیره لیدز سیتی، خالی شده بود. باشگاه یورکشایر آماتورز که با انحلال لیدز سیتی ورزشگاه الاند رود را اشغال کرده بود، ورزشگاه را به تیم جدید لیدز فروخت.
در سال ۱۹۲۰ لیدز یونایتد توسط هیلتون کروتر، رئیس هادرزفیلد تاون، خریداری شد. کروتر قصد داشت هادرزفیلد تاون و لیدز یونایتد را با هم ادغام کند، اما اعتراض عمومی در مطبوعات هادرزفیلد مانع از این کار شد. در نهایت، پول کافی در هادرزفیلد جمع‌آوری شد تا سهم کراتر را بخرند و او صرفاً روی لیدز یونایتد متمرکز شود.
در ۳۱ مه ۱۹۲۰ لیدز یونایتد برای لیگ فوتبال انتخاب شد و با ۳۱ رای، همراه با کاردیف سیتی با ۲۳ رای، وارد دسته دوم لیگ فوتبال شدند.
با توجه به ارتباط با هادرزفیلد، لیدز رنگ لباس خانگی هادرزفیلد را برای لباس اول خود به کار گرفت.

### اولین قهرمانی (۱۹۲۹–۱۹۱۹)

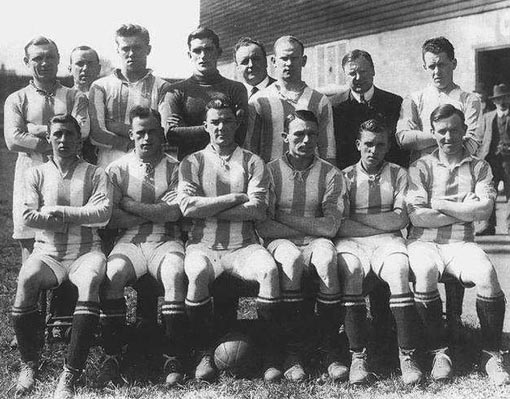
اولین ترکیب لیدز یونایتد در لیگ، ۲۱–۱۹۲۰

اولین سرمربی لیدز، بازیکن سابق لیدز سیتی، دیک ری بود، اما رئیس باشگاه، هیلتون کروتر وقت را تلف نکرد و آرتور فرکلاف، مربی هادرزفیلد را جایگزینش کرد. ری نیز به عنوان دستیار فرکلاف منصوب شد.
اولین بازی لیدز پس از انتخابش در لیگ، برابر پورت ویل بود؛ باشگاهی که پس از اخراج لیدز سیتی، بازی‌های آنها انجام داده بود. لیدز بازی را ۲–۰ باخت، اما هفت روز بعد اولین پیروزی خود را در مسابقه متناظر در الاند رود به ثبت رساند و با نتیجه ۳–۱ پورت ویل را شکست داد. با این حال، لیدز در فصل ۲۱–۱۹۲۰ که اولین فصل حضورش در لیگ بود، عملکرد خوبی نداشت و در نهایت کار را در جایگاه چهاردهم به پایان رساند.

## بازگشت به لیگ برتر
در ۱۷ ژوئیه ۲۰۲۰، پس از شکست وست برومویچ در برابر هادرزفیلد در هفتهٔ چهل و پنجم چمپیونشیپ، لیدز پس از ۱۶ سال دوری از سطح اول فوتبال انگلستان، تحت هدایت مارچلو بیلسا با کسب عنوان قهرمانی چمپیونشیپ به لیگ برتر صعود کرد.

## لباس و نشان

### تولیدکنندگان و حامیان مالی لباس[۹]
| سال       | تولیدکننده لباس | حامیان مالی            | حامیان مالی   | حامیان مالی |
| سال       | تولیدکننده لباس | لباس اول               | لباس دوم      | آستین       |
| --------- | --------------- | ---------------------- | ------------- | ----------- |
| ۱۹۷۲–۱۹۷۳ | آمبرو           | نداشت                  | نداشت         | نداشت       |
| ۱۹۷۳–۱۹۸۱ | آدمیرال         | نداشت                  | نداشت         | نداشت       |
| ۱۹۸۱–۱۹۸۳ | آمبرو           | RFW                    | نداشت         | نداشت       |
| ۱۹۸۳–۱۹۸۴ | آمبرو           | Systime                | نداشت         | نداشت       |
| ۱۹۸۴–۱۹۸۵ | آمبرو           | WGK                    | نداشت         | نداشت       |
| ۱۹۸۵–۱۹۸۶ | آمبرو           | Lion Cabinets          | نداشت         | نداشت       |
| ۱۹۸۶–۱۹۸۹ | آمبرو           | Burton                 | نداشت         | نداشت       |
| ۱۹۸۹–۱۹۹۱ | آمبرو           | Topman                 | نداشت         | نداشت       |
| ۱۹۹۱–۱۹۹۲ | آمبرو           | Yorkshire Evening Post | نداشت         | نداشت       |
| ۱۹۹۲–۱۹۹۳ | آدمیرال         | آدمیرال اسپورتزور      | نداشت         | نداشت       |
| ۱۹۹۳–۱۹۹۶ | اسیکس           | Thistle Hotels         | نداشت         | نداشت       |
| ۱۹۹۶–۲۰۰۰ | پوما            | پاکارد بل              | نداشت         | نداشت       |
| ۲۰۰۰–۲۰۰۳ | نایکی           | Strongbow              | نداشت         | نداشت       |
| ۲۰۰۳–۲۰۰۴ | نایکی           | Whyte and Mackay       | نداشت         | نداشت       |
| ۲۰۰۴–۲۰۰۵ | دیادورا         | Whyte and Mackay       | Rhodar        | نداشت       |
| ۲۰۰۵–۲۰۰۶ | آدمیرال         | Whyte and Mackay       | Rhodar        | نداشت       |
| ۲۰۰۶–۲۰۰۷ | آدمیرال         | Bet24                  | Empire Direct | نداشت       |
| ۲۰۰۷–۲۰۰۸ | آدمیرال         | Red Kite               | OHS           | نداشت       |
| ۲۰۰۸–۲۰۱۱ | ماکرون          | NetFlights             | OHS           | نداشت       |
| ۲۰۱۱–۲۰۱۴ | ماکرون          | Enterprise Insurance   | OHS           | نداشت       |
| ۲۰۱۴–۲۰۱۵ | ماکرون          | Enterprise Insurance   | Help-Link     | نداشت       |
| ۲۰۱۵–۲۰۱۶ | کاپا            | نداشت                  | Help-Link     | نداشت       |
| ۲۰۱۶–۲۰۱۷ | کاپا            | 32Red                  | Clipper       | نداشت       |
| ۲۰۱۷–۲۰۱۹ | کاپا            | 32Red                  | Clipper       | Southerns   |
| ۲۰۱۹–۲۰۲۰ | کاپا            | 32Red                  | Clipper       | Deliveroo   |
| ۲۰۲۰–۲۰۲۱ | آدیداس          | SBOTOP                 | نداشت         | JD Sports   |
| ۲۰۲۱–۲۰۲۵ | آدیداس          | SBOTOP                 | نداشت         | Boxt        |

## افتخارات
لیدز یونایتد ۳ دوره قهرمان لیگ جزیره شده است. همچنین یک دوره جام حذفی، یک دوره جام اتحادیه و دوبار جام خیریه را تصاحب کرده است.
| افتخارات                               | افتخارات | افتخارات                       | افتخارات                                         |
| رقابت                                  | سطح      | قهرمانی                        | نائب‌قهرمانی                                      |
| -------------------------------------- | -------- | ------------------------------ | ------------------------------------------------ |
| دسته اول لیگ فوتبال / لیگ برتر         | داخلی    | (۳): ۶۹–۱۹۶۸، ۷۴–۱۹۷۳، ۹۲–۱۹۹۱ | (۵): ۶۵–۱۹۶۴، ۶۶–۱۹۶۵، ۷۰–۱۹۶۹، ۷۱–۱۹۷۰، ۷۲–۱۹۷۱ |
| دسته دوم لیگ فوتبال /چمپیونشیپ         | داخلی    | (۳): ۲۴–۱۹۲۳، ۶۴–۱۹۶۳، ۹۰–۱۹۸۹ | (۳): ۲۸–۱۹۲۷، ۳۲–۱۹۳۱، ۵۶–۱۹۵۵                   |
| دسته سوم/لیگ یک                        | داخلی    | ---                            | (۱): ۱۰–۲۰۰۹                                     |
| جام حذفی                               | داخلی    | (۱): ۱۹۷۲                      | (۳): ۱۹۶۵، ۱۹۷۰، ۱۹۷۳                            |
| جام اتحادیه                            | داخلی    | (۱): ۱۹۶۸                      | (۱): ۱۹۹۶                                        |
| جام خیریه                              | داخلی    | (۲): ۱۹۶۹، ۱۹۹۲                | (۱): ۱۹۷۴                                        |
| جام باشگاه‌های اروپا/لیگ قهرمانان اروپا | اروپایی  | ---                            | (۱): ۱۹۷۵                                        |
| جام برندگان جام اروپا                  | اروپایی  | ---                            | (۱): ۱۹۷۳                                        |
| اینتر-سیتیز فیرز کاپ                   | اروپایی  | (۲): ۶۸–۱۹۶۷، ۷۱–۱۹۷۰          | (۱): ۶۷–۱۹۶۶                                     |
| فهرست کامل دستآوردهای لیدز یونایتد     |          |                                |                                                  |

## بازیکنان

### ترکیب تیم اصلی
تا تاریخ ۱۶ ژانویه ۲۰۲۲
| شماره |              | پست       | بازیکن                      |
| ----- | ------------ | --------- | --------------------------- |
| ۱     | فرانسه       | دروازه‌بان | ایلان مسلیر                 |
| ۲     | انگلستان     | مدافع     | لوک آیلینگ (کاپیتان دوم)    |
| ۳     | اسپانیا      | مدافع     | جونیور فیرپو                |
| ۴     | انگلستان     | هافبک     | آدام فورشاو                 |
| ۵     | آلمان        | مدافع     | رابین کخ                    |
| ۶     | اسکاتلند     | مدافع     | لیام کوپر (کاپیتان)         |
| ۹     | انگلستان     | مهاجم     | پاتریک بمفورد               |
| ۱۰    | برزیل        | هافبک     | رافینیا                     |
| ۱۱    | ولز          | مهاجم     | تایلر رابرتس                |
| ۱۳    | نروژ         | دروازه‌بان | Kristoffer Klaesson         |
| ۱۴    | اسپانیا      | مدافع     | دیگو یورنته                 |
| ۱۵    | ایرلند شمالی | مدافع     | استوارت دالاس (کاپیتان سوم) |
| ۱۹    | اسپانیا      | مهاجم     | Rodrigo                     |
| ۲۰    | ولز          | هافبک     | دنیل جیمز                   |

| شماره |          | پست   | بازیکن                |
| ----- | -------- | ----- | --------------------- |
| ۲۱    | هلند     | مدافع | Pascal Struijk        |
| ۲۲    | انگلستان | هافبک | جک هریسون             |
| ۲۳    | انگلستان | هافبک | کالوین فیلیپس         |
| ۲۶    | انگلستان | هافبک | لوییس بیت             |
| ۳۰    | انگلستان | مهاجم | جو گلهارت             |
| ۳۳    | نروژ     | مدافع | Leo Fuhr Hjelde       |
| ۳۵    | انگلستان | مدافع | چارلی کرسول           |
| ۳۸    | هلند     | هافبک | Crysencio Summerville |
| ۳۹    | اسکاتلند | هافبک | Stuart McKinstry      |
| ۴۲    | انگلستان | مهاجم | سام گرینوود           |
| ۴۳    | لهستان   | هافبک | ماتئوس کلیچ           |
| ۴۵    | اسکاتلند | هافبک | لیام مک‌کارون          |
| ۴۶    | انگلستان | هافبک | جیمی شکلتون           |
| ۴۷    | انگلستان | هافبک | جک جنکینز             |

### قرض داده شده
| شماره |          | پست       | بازیکن                                               |
| ----- | -------- | --------- | ---------------------------------------------------- |
| ۷     | انگلستان | هافبک     | ایان پیودا (در بلکبرن روورز تا ۳۰ ژوئن ۲۰۲۲)         |
| ۱۷    | آنگولا   | هافبک     | هلدر کوستا (در والنسیا تا ۳۰ ژوئن ۲۰۲۲)              |
| ۲۴    | انگلستان | مدافع     | لیف دیویس (در بورنموث تا ۳۰ ژوئن ۲۰۲۲)               |
| ۳۷    | انگلستان | مدافع     | کودی درمه (در کاردیف سیتی تا ۳۰ ژوئن ۲۰۲۲)           |
| ۵۱    | کامرون   | مدافع     | بابی کاموا (در دانفرملین اتلتیک تا ۳۰ ژوئن ۲۰۲۲)     |
| ۵۹    | اسکاتلند | هافبک     | Josh Galloway (در یونایتد آف منچستر تا ۳۰ ژوئن ۲۰۲۲) |
|       | اسپانیا  | دروازه‌بان | کیکو کاسیا (در الچه تا ۳۰ ژوئن ۲۰۲۲)                 |

| شماره |              | پست       | بازیکن                                           |
| ----- | ------------ | --------- | ------------------------------------------------ |
|       | ایتالیا      | دروازه‌بان | الیا کاپریل (در پرو پاتریا تا ۳۰ ژوئن ۲۰۲۲)      |
|       | بلژیک        | مدافع     | Laurens De Bock (در زولته وارخم تا ۳۰ ژوئن ۲۰۲۲) |
|       | ایرلند شمالی | هافبک     | الفی مک‌کالمونت (در مورکم تا ۳۰ ژوئن ۲۰۲۲)        |
|       | لهستان       | هافبک     | Mateusz Bogusz (در ایبیزا تا ۳۰ ژوئن ۲۰۲۲)       |
|       | انگلستان     | مهاجم     | رایان ادموندسون (در پورت ویل تا ۳۰ ژوئن ۲۰۲۲)    |
|       | بلغارستان    | مهاجم     | Kun Temenuzhkov (در رئال یونیون تا ۳۰ ژوئن ۲۰۲۲) |

## واژه‌نامه
1. ↑  The Whites
2. ↑  The Peacocks